# Aethecerus subniger
Aethecerus subniger är en stekelart som först beskrevs av Berthoumieu 1904.  Aethecerus subniger ingår i släktet Aethecerus och familjen brokparasitsteklar. Inga underarter finns listade i Catalogue of Life.